# Vandellia sanguinea
Vandellia sanguinea és una espècie de peix de la família dels tricomictèrids i de l'ordre dels siluriformes.
Els adults poden assolir 8,4 cm de longitud total. És un peix d'aigua dolça i de clima tropical. Es troba a Sud-amèrica a les conques dels rius Amazones, Orinoco i Essequibo.